# Perseverance Harbour
Perseverance Harbour ist ein Naturhafen auf der subantarktischen Insel Campbell Island im südlichen Pazifischen Ozean. Die Insel zählt zu den Offshore Islands Neuseelands.

## Geographie
Der Perseverance Harbour beginnt an der Ostseite von Campbell Island und reicht mit 9,1 km Länge tief in das Innere der Insel hinein. Der Eingang zum Naturhafen erstreckt sich über eine Breite von 1,8 km, während das Gewässer im Inneren der Insel eine maximale Breite von 1,5 km aufweist. Die Küstenlinie misst eine Länge von rund 23 km und die maximale Tiefe des Naturhafens liegt bei 44 m. An seinem westlichen Ende teilt sich der Perseverance Harbour in drei verschiedene Meeresarme, Tucker Cove, Camp Cove und Garden Cove genannt.
Südlich des Perseverance Harbour erhebt sich der Mount Honey, mit seinen 558 m der höchste Berg der Insel. Von ihm aus fließt ein kleiner Streams direkt nach Norden über die Honey Falls in den Perseverance Harbour. Auf der Nordseite des Naturhafens erhebt sich der 420 m hohe Mount Lyall und zum Hafeneingang hin der 246 m hohe Moubray Hill.

## Geologie
Die Landschaft der durch einen Vulkan entstandenen Insel wurde durch Gletscherbildung geformt und die beiden Naturhäfen Perseverance Harbour und Northeast Harbour, einem Fjord gleich, durch Gletscherbewegung gebildet.

## Geschichte
Am 4. Januar 1810 entdeckt der Kapitän Frederick Hasselburg mit seiner Brigg Perseverance Campbell Island und den Naturhafen, wo er sieben Leute seiner Besatzung für den Robbenfang auf der Insel absetzte. Er benannte die Insel nach seinem Arbeitgeber Campbell & Co. aus Sydney. Nach seiner Entdeckung von Macquarie Island kehrte er im späten Oktober des Jahres zurück, um seine Leute wieder aufzunehmen. Einige Tage später ertrank Hasselburg unter nicht bekannten Umständen. 19 Jahre später havarierte die Perseverance bei einem erneuten Besuch von Campbell Island vor der Küste. Der Untergang der Brigg, der auf den September des Jahres 1828 datiert wurde, war der einzige Schiffsuntergang vor Campbell Island. Nach dem Schiffsuntergang wurde der Naturhafen nach der Perseverance benannt.
Während des Zweiten Weltkriegs wurden im März 1941 von der Royal New Zealand Navy elf Männer mit vorgefertigten Küstenwachstationen und Proviant für drei Jahre zu den Auckland Islands und Campbell Island geschickt, um feindlichen Schiffsaktivitäten auszumachen und zu melden. Eine dieser Stationen wurde an der Küste des Perseverance Harbour errichtet. Nach Kriegsende nutzte Meteorologen die Station zu Wetterbeobachtungen und -aufzeichnungen. 1957 wurde unterhalb des 187 m hohen Beeman Hill am sogenannten Beeman Point eine neue Wetterstation errichtet und 1995 automatisiert.